# Buzurg-Ummid

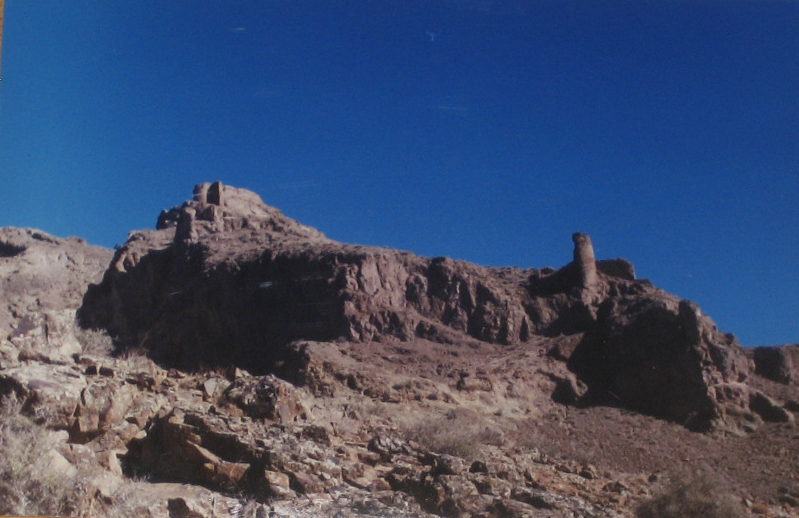
Kiya Buzurg tomou o Castelo de Lambesar de Rasamuj e o reconstruiu de uma maneira mais fortificada usando trabalho local. Ele foi nomeado por Haçane Saba como seu governador.

Kiya Buzurg Ummid (em persa: کیا بزرگ امید)(falecido em 1138) foi o segundo governante Ismaelita do Castelo de Alamute (518-32 AH/ 1124-38 CE) situada na Cordilheira Elbruz ao sul do mar Cáspio. Ele era de origem dailamita da região de Rudbar.

## Alamute
Em 25 Rabīʿ II 518 (11 de Junho de 1124) um dia antes da morte de Haçane Saba, Haçane o nomeou como seu sucessor.
Ele geralmente seguia as políticas de Haçane e impôs a xaria rigorosamente. No início de seu reinado a influência ismaelita ampliou-se particularmente no Eshkevare no Taleghan

## Trabalhos
"O texto de uma oração de dormir" (دعا در هنگام خواب em persa), atribuído a Kiya Buzurg Ummid, está preservado em um manuscrito do Instituto de Estudos Ismaelitas de Londres
.